# Thomsonieae
Thomsonieae es una tribu de plantas con flores perteneciente a la familia Araceae. Tiene los siguientes géneros:

## Géneros
- Amorphophallus Blume ex Decne.
- Conophallus Schott = Amorphophallus Blume ex Decne.
- Hydrosme Schott = Amorphophallus Blume ex Decne.
- Plesmonium Schott = Amorphophallus Blume ex Decne.
- Pseudodracontium N. E. Br.
- Pythonium Schott = Amorphophallus Blume ex Decne.
- Rhaphiophallus Schott = Amorphophallus Blume ex Decne.
- Synantherias Schott = Amorphophallus Blume ex Decne.
- Thomsonia Wall. = Amorphophallus Blume ex Decne.